# Dighton (Kansas)
Dighton – miasto w Stanach Zjednoczonych, w stanie Kansas, siedziba administracyjna hrabstwa Lane.